# Columbia District

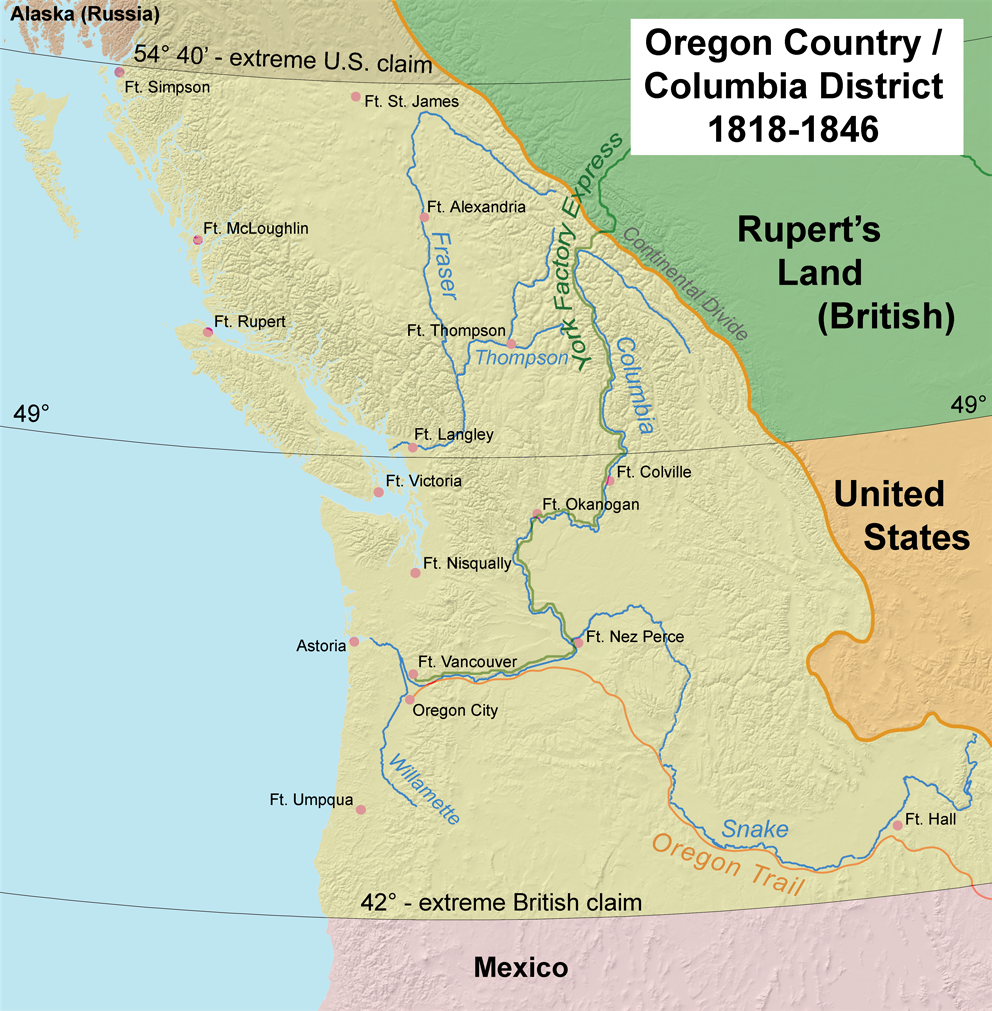
Kaart van Oregon Country dat "gezamenlijk bezet werd" door de Verenigde Staten en Groot-Brittannië.

Het Columbia District was een district voor bonthandel in de regio van de Pacific Northwest van Brits Noord-Amerika in de negentiende eeuw. Het werd ontdekt door de North West Company tussen 1793 en 1811 en werd ingericht als een bontdistrict omstreeks 1810. De naam was rechtstreeks afgeleid van de Columbia rivier en onrechtstreeks van het schip Columbia Rediviva en Columbia als naam voor Amerika.
De North West Company werd opgenomen in de Hudson's Bay Company in 1821 waarna het Columbia District omgedoopt werd tot het Columbia Department. Het Verdrag van Oregon van 1846 bracht een definitief einde aan het Columbia Department van de Hudson's Bay Company. De Britten verloren hierbij de toegang tot de benedenloop van de Columbia, waardoor de exploitatie van hun deel van het voormalige Columbia Department sterk werd bemoeilijkt. De Hudson's Bay Company trok zich terug naar het noorden en vestigde zijn hoofdkwartier op Vancouver Island.
Twaalf jaar later werd de naam "Columbia" van onder het stof gehaald door koningin Victoria, wanneer de kroonkolonie van Brits-Columbia werd opgericht op het vasteland (naast Vancouver Island).